# Wiór (technika)

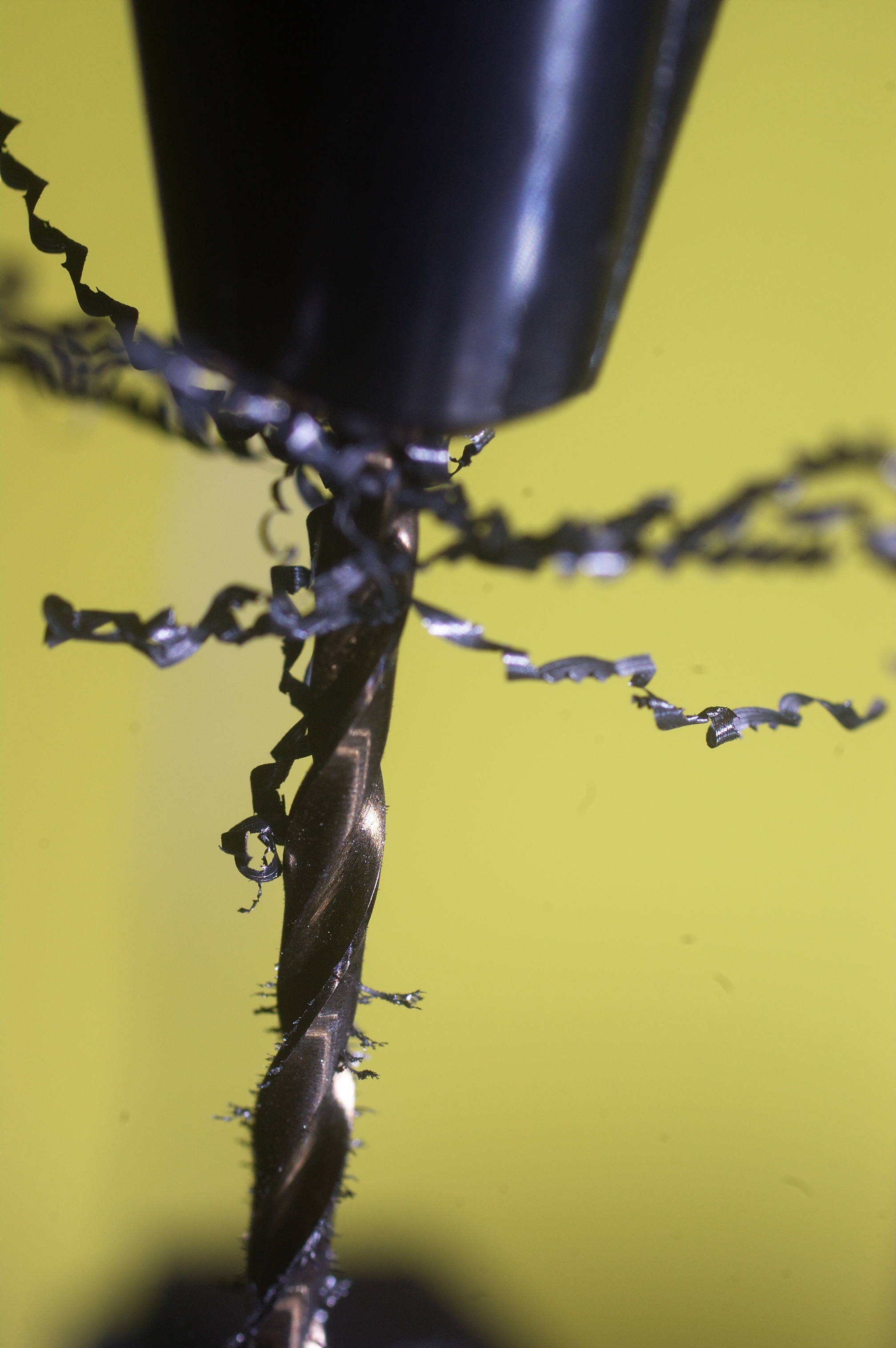
Wióry powstałe podczas wiercenia metalu

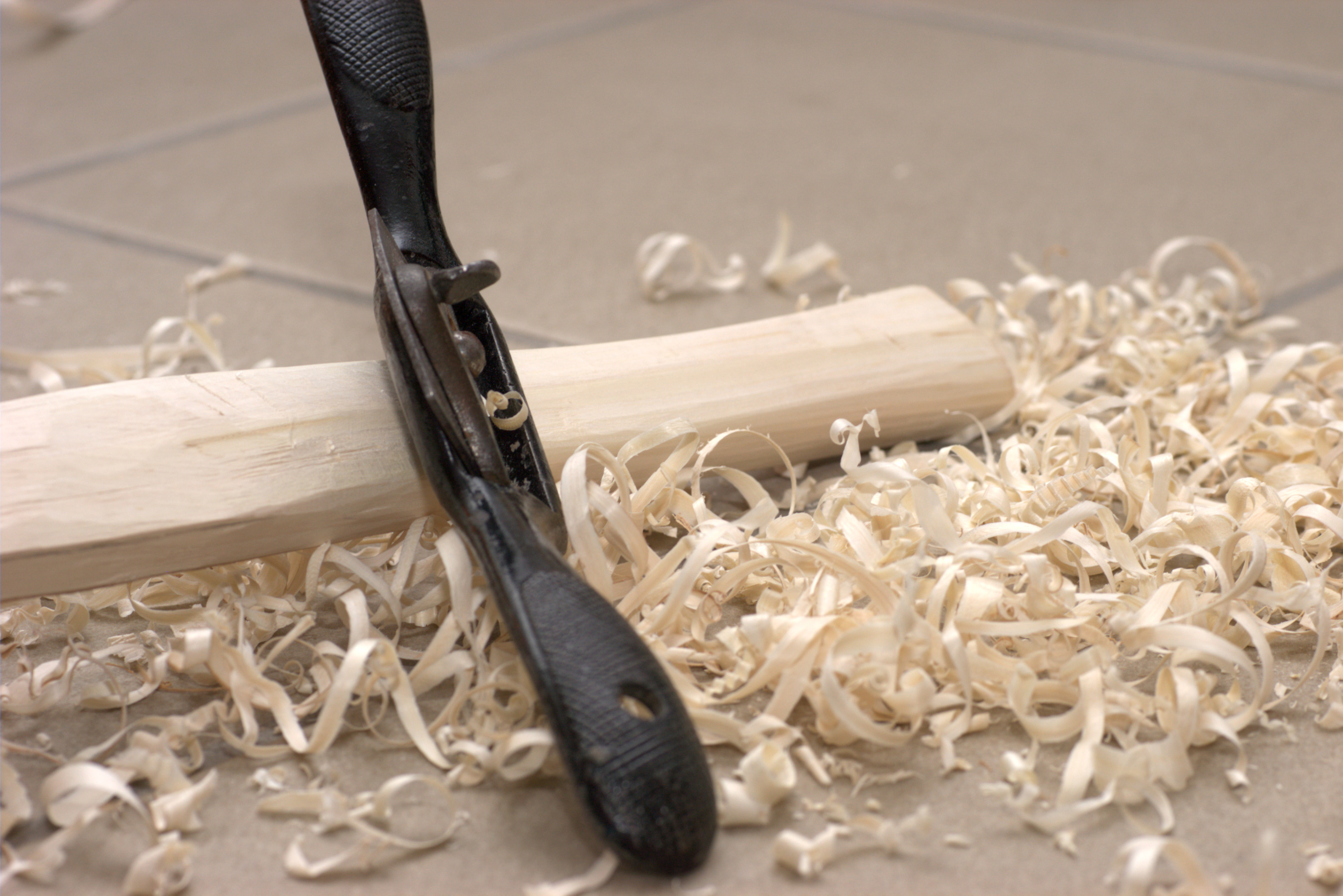
Wióry powstałe podczas obróbki drewna

Wiór – materiał odpadowy powstający podczas obróbki skrawaniem, a w szczególności obróbki wiórowej. 
Może zajmować wielokrotną większą objętość niż materiał, z którego powstał, oraz może być trudny do usunięcia ze strefy obróbki, oplatając przedmiot obrabiany bądź narzędzie, oraz rysując obrabianą powierzchnię.

## Podział
Wióry powstałe podczas obróbki możemy podzielić, ze względu na kształt, na:
- Wiór elementowy (odpryskowy) występuje podczas obróbki materiałów kruchych. Powstawaniu takiego wióra towarzyszą duże zakłócenia sił skrawania. Bardzo trudno jest uzyskać dobrą chropowatość. Wióry tego typu zajmują stosunkowo niewiele miejsca i łatwo opuszczają strefę obróbki[1].
- Wiór schodkowy (segmentowy) występuje przy obróbce materiałów twardych o niskiej przewodności cieplnej. Struktura wióra jest praktycznie taka sama jak materiału obrabianego. Powstawaniu takiego wióra towarzyszą duże wahania sił skrawania[1].
- Wióry ciągłe (jednolite) powstają podczas obróbki materiałów plastycznych. Zmienność sił skrawania jest stosunkowo niewielka. Można uzyskać niską chropowatość. Jednak są one najtrudniejsze do usunięcia i zajmują najwięcej miejsca[1].

## Konsekwencje występowania wióra
- Odpryskujący wiór może stanowić zagrożenie dla zdrowia operatora oraz innych osób przebywających w pobliżu obrabiarki.
- W celu usunięcia wióra może występować konieczność wycofania narzędzia z otworu, co spowalnia proces obróbki.
- Wiór nawinięty na przedmiot obrabiany lub narzędzie musi być usunięty, co może wymagać przerwania obróbki.
- Wiór może niszczyć obrabiarkę, w szczególności elementy takie, jak: przewody, prowadnice, powłoki lakiernicze.
- Utrudnia lub uniemożliwia proces obróbki w przypadku wystąpienia problemów z usunięciem wióra ze strefy skrawania lub rowków wiórowych narzędzi (np. podczas wiercenia, przeciągania długich otworów, frezowania kanałków).
- Może trzeć o obrabianą powierzchnię, pogarszając jej jakość.
- Konieczność prasowania wióra przed wysłaniem go do huty.
- Wiór skłębiony, zajmuje dużą objętość, co zwiększa koszty jego transportu i magazynowania.